# 杭口镇
杭口镇，是中华人民共和国江西省九江市修水县下辖的一个乡镇级行政单位。

## 行政区划
杭口镇下辖以下地区：
杭口街社区、双井村、杨坊村、坪下村、中高塅村、茅坪村、皂源村、雷岭村、下杭村、杭口村和厚家源村。